# Alfredo Poveda
Alfredo Ernesto Poveda Burbano (Píllaro, Tungurahua, 24 de enero de 1926 - Miami, Florida, Estados Unidos, 7 de junio de 1990) fue un almirante de la Armada del Ecuador que entre 1976 y 1979 ejerció las funciones de presidente del Consejo Supremo de Gobierno, gobierno militar ecuatoriano.

## Primeros años y carrera militar
Alfredo Poveda realizó sus estudios primarios en su provincia natal de Tungurahua; para la secundaria se trasladó a la capital, Quito, donde estudió en el Colegio Nacional Mejía. Tras esto, entraría a la Escuela Naval del Ecuador. Realizaría estudios mayores en la Escuela de las Américas de Estados Unidos y en los comandos mayores de las repúblicas Argentina y de Brasil. También estudió en la Royal Navy Gunnery School de Plymouth en el Reino Unido.
Durante su carrera militar ejerció varios cargos, entre ellos: Comandante del BAE "El Oro", Instructor de la Escuela de Especialidades de la Armada, segundo comandante del Arsenal Naval, jefe del Departamento de Logística de la Escuadra, segundo comandante del BAE "Guayas", comandante de la Primera Zona Naval, hasta que finalmente logró ascender a jefe de Estado Mayor de la Armada y comandante general de Marina; además de esto, ejerció los cargos diplomáticos de agregado militar de la Embajada de Ecuador en España, colindante con las Embajadas en Alemania, Francia y el Reino Unido. Fue además entre 1973 y 1975, Ministro de Gobierno de la dictadura de Guillermo Rodríguez Lara.

### Matrimonio y descendencia
El 21 de diciembre de 1950, dos días antes de graduarse como alférez de fragata, contrajo matrimonio con la joven argentina Alicia Pizzimbono de Nicola, a quien había conocido mientras estudiaba en la Escuela Naval de Río Santiago. Regresaron a Ecuador en enero del año siguiente, y allí nacieron sus dos hijas:
- María Alexandra Poveda Pizzimbono (n.1955)
- Mónica Poveda Pizzimbono (n.1957)

## Presidencia del Consejo de Gobierno y retorno a la democracia

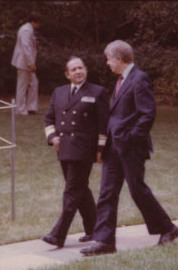
Alfredo Poveda y Jimmy Carter.

En 1976, un año después de un fallido intento de golpe de Estado, las presiones de las Fuerzas Armadas forzaron la renuncia del dictador Guillermo Rodríguez Lara. Poveda, junto con el general del ejército Guillermo Duran Arcentales y el general de la fuerza aérea Luis Leoro Franco, formaron un triunvirato militar que gobernaría el país hasta 1979, año en que el país volvería a un régimen constitucional democrático. Poveda fue designado como presidente del triunvirato, ejerciendo como jefe de Estado, mientras que la Jefatura de Gobierno era ejercida por el Consejo en pleno.
El objetivo del Consejo Supremo de Gobierno, desde el primer momento fue el devolver el poder político a los civiles. En un primer momento la dictadura buscó disminuir la tensión social a través de la represión. En un segundo momento, el triunvirato estableció tres comisiones jurídicas para elaborar el camino de retorno a la democracia. El proceso estuvo ideado y dirigido por el ministro de Gobierno, general Richelieu Levoyer. Las tres comisiones jurídicas tenían las siguientes tareas: una debería redactar una constitución nueva, otra debía reformar la constitución de 1945 y la tercera debía estructurar el sistema de partidos. El establecimiento de las tres comisiones de reestructuración jurídica del Estado se promulgó mediante Decreto Supremo n.º 995, publicado en el Registro Oficial n.º 239 de 23 de diciembre de 1976.
Una vez completado el trabajo de las comisiones, se llevó a cabo un Referéndum constitucional en el que mediante voto universal y secreto, la ciudadanía eligió el proyecto de nueva constitución. Con una nueva Constitución aprobada, se llevaron a cabo las elecciones generales de 1978-1979, en las que resultó elegido Jaime Roldós Aguilera. El triunvirato entregó el poder de manera pacífica el 10 de agosto de 1979. Este proceso es conocido en la historia ecuatoriana como "Retorno a la Democracia".

## Años finales
Tras el retorno a la democracia, Poveda se retiró del servicio activo de las Fuerzas Armadas. En 1982 se mudó a vivir en la ciudad de Guayaquil.  Fallece en la ciudad de Miami de un ataque cardíaco en 1990 a los 64 años.